# Dipsas pavonina
A Dipsas pavonina é uma espécie de cobra papa-lesma da família Colubridae e do gênero Dipsas. Ocorre no norte da América do Sul, na Amazônia.

Seu epíteto específico, pavonina, refere-se ao colorido da espécie, que é dito assemelhar-se ao de uma pena de pavão.